# Adolphe Le Goaziou
Adolphe Yves Marie Le Goaziou, né le 16 avril 1887 à Morlaix et mort le 18 septembre 1953 à Quimper, fut un libraire-éditeur et un résistant français.

## Biographie
Après des études secondaires à Saint-Pol-de-Léon, Adolphe Le Goaziou poursuit des études universitaires à La Sorbonne où il passe une licence de philosophie. De retour en Bretagne dans les années 1910, il participe à la création d'une coopérative agricole à Saint-Pol-de-Léon, « La Bretonne », qui regroupe des producteurs de pommes de terre. Mobilisé au début de la Première Guerre mondiale, il est blessé en 1916.
Il s'installe à Quimper en 1919 où il ouvre une librairie et commence un travail d'éditeur, activité qu'il spécialise dans le domaine régionaliste. Opposé au principe d'autonomie de la Bretagne, il s'en prend en 1940 à l'hebdomadaire nationaliste L'Heure bretonne en manifestant contre ses diffuseurs. Il est également contre la fondation de l'Institut celtique de Bretagne, qui voit le jour le 20 octobre 1941 à l'instigation de Leo Weisgerber, ainsi que contre la réforme de l'orthographe du breton. Le Goaziou est membre du « Sillon », mouvement catholique ouvert sur le monde ouvrier, créé par Marc Sangnier ; il est président du Syndicat de la librairie religieuse et du Syndicat des libraires de France. Il est aussi engagé dans l'œuvre de l'abri des marins.
Engagé dans la résistance durant la Seconde Guerre mondiale, il est dénoncé et arrêté par la Gestapo en octobre 1943 et libéré en avril 1944, faute de preuves. Un rapport des inspecteurs de police Riand et Le Goff, daté du 5 décembre 1943, relate l'entretien qu'ils ont eu avec François Jaffrennou. Ce dernier aurait mis en cause devant ces fonctionnaires Adolphe Le Goaziou mais aussi Francis Gourvil, tous deux Morlaisiens et tous deux dans le milieu du livre, les accusant d'être « les chefs du mouvement en Bretagne » des « amis » de l'Angleterre : « un groupement financé par l'Intelligence Service et chargé de recueillir des renseignements d'ordre militaire et politique ». Or il n'est pas certain que ce rapport ait été transmis aux autorités allemandes. Au mois d'avril 1944, Adolphe Le Goaziou est nommé président du Comité départemental de libération pour le Finistère. Il participe à la création d'Ouest-France, qui fait suite à L'Ouest-Éclair interdit à la Libération pour collaboration.
Il crée une revue mensuelle, Nouvelle Revue de Bretagne, sorte d'intermédiaire des chercheurs et des curieux de la culture bretonne, qui paraît en 1947 et s'éteint avec lui en 1953.

## Quelques publications
- A travers Morlaix. Guide à l'usage des Touristes, 1912.
- Léon Palaux, Un barde breton. Jean-Pierre Calloc'h - Bleimor. Sa vie et ses œuvres inédites, 1888-1917, 1926.
- A. Saint-Gal de Pons, Les Origines du cheval breton, 1931.
- Joseph Le Jollec, Un Siècle de vie cachée et de labeur fécond en Breiz-Izel (Préface de Monseigneur Adolphe Duparc, illustrations de Marc Choisnard), 1939.
- Joseph Ollivier, Catalogue bibliographique de la chanson populaire bretonne sur feuilles volantes (Léon - Tréguier - Cornouaille) (préface de Pierre Le Roux, introduction de Charles Chassé), 1942.
- Petit manuel de conversation français-anglais - a short guide for conversation french-english, par un ancien Agent de liaison près des troupes britanniques, (1944).
- Armand Rébillon, Manuel d'histoire de Bretagne (Enseignement du second degré), en coédition avec Plihon à Rennes. S.d. (1946). Insiste lourdement sur ce que la France a apporté à la Bretagne.
- Louis Ogès, L'Agriculture dans le Finistère au milieu du XIXe siècle, 1949.

## Source
- Jean-Loup Avril, Mille Bretons, dictionnaire biographique, Rennes, Portes du Large, 2003,  (ISBN 978-2-914612-10-4)